# Serkan Özsoy
Serkan Özsoy (Üsküdar, Estambul, Turquía, 3 de agosto de 1978) es un exfutbolista turco que fue profesional entre 1998 y 2014.
Özsoy ha jugado anteriormente en el Fenerbahçe, Trabzonspor, Vestel Manisaspor, Gaziantepspor, Diyarbakırspor, Boluspor, Sakaryaspor, Kartalspor y Adana Demirspor.